# Ony Paule Ratsimbazafy
Ony Paule Ratsimbazafy (* 3. Januar 1976) ist eine ehemalige madagassische Leichtathletin, die sich auf den Sprint spezialisiert hat und nationale Rekordhalterin im 400-Meter-Lauf ist.

## Sportliche Laufbahn
Erste internationale Erfahrungen sammelte Ony Paule Ratsimbazafy vermutlich im Jahr 1997, als sie bei den Spielen der Frankophonie in Antananarivo in 53,53 s den fünften Platz im 400-Meter-Lauf belegte. Im Jahr darauf gewann sie bei den Afrikameisterschaften in Dakar in 52,11 s die Bronzemedaille über 400 Meter hinter den Nigerianerinnen Falilat Ogunkoya und Charity Opara und mit der madagassischen 4-mal-100-Meter-Staffel sicherte sie sich in 43,78 s gemeinsam mit Hanitriniaina Rakotondrabé, Lalao Ravaonirina und Rosa Rakotozafy die Silbermedaille hinter dem Team aus Nigeria. Anschließend belegte sie beim IAAF World Cup in Johannesburg in 3:35,28 min den siebten Platz mit der afrikanischen 4-mal-400-Meter-Staffel. 1999 schied sie bei den Weltmeisterschaften in Sevilla mit 44,36 s im Vorlauf mit der 4-mal-100-Meter-Staffel aus und im Jahr darauf schied sie bei den Olympischen Sommerspielen in Sydney mit 43,98 s im Halbfinale aus. 2001 schied sie bei den Spielen der Frankophonie in Ottawa mit 12,00 s im Halbfinale im 100-Meter-Lauf aus und gewann mit der Staffel in 44,12 s die Bronzemedaille hinter den Teams aus Kanada und der Elfenbeinküste. Daraufhin beendete sie ihre aktive sportliche Karriere im Alter von 25 Jahren.
In den Jahren 1994 und 1995 sowie 2001 und 2003 wurde Ratsimbazafy madagassische Meisterin im 200-Meter-Lauf sowie 1994 und 1995, von 1997 bis 1999 und 2003 auch über 400 Meter. 

## Persönliche Bestzeiten
- 100 Meter: 11,60 s (+1,1 m/s), 26. Juni 1998 in Ponzano
- 200 Meter: 23,42 s (+0,4 m/s), 5. Juli 1998 in Dijon
- 400 Meter: 52,05 s, 19. Juli 1998 in Paris (madagassischer Rekord)